# Sizandro
Le Sizandro ou Sisandro est un fleuve portugais qui coule sur environ 40 km dans le district de Lisbonne. Son bassin versant s'étend sur 336,6 km2.

## Parcours
Le Sizandro prend sa source à Sapataria, dans la municipalité de Sobral de Monte Agraço. Il traverse Pero Negro, Dois Portos, Runa et Torres Vedras puis se jette dans l'océan Atlantique près de Praia Azul (Torres Vedras) après un parcours de 40,315 km.

## Affluents
- Ribeira da Bica
- Ribeiro dos Torneiros
- Ribeira da Macheia
- Ribeira das Cardosas
- Ribeira da Boiça
- Ribeiro do Pisão
- Ribeira da Barqueira
- Ribeiro Cova da Raposa
- Ribeira do Espanhol
- Regueira da Várzea
- Rio Sangue
- Vala dos Amiais
- Ribeira da Conquinha
- Ribeiro Monzebro
- Ribeira de Pedrulhos
- Regueira da Alagoa
- Ribeiro do Olho de Água
- Rio Pequeno
- Regueira dos Coxos
- Ribeira da Azenha Velha